# 栖川マキ
栖川 マキ（すがわ マキ、4月27日 - ）は、日本の漫画家、小説家。愛知県出身。血液型はB型。

## 人物
2003年、『ちゃおDX』夏の増刊号（小学館）に掲載された「ラバーズ☆インザミラー」でデビュー。投稿時代のペンネームは清水麻紀。
『ポケットモンスター』が好きで、『ちゃお』（同）2007年10月号から、情報ページ「ポケモン情報局」にて毎月4コマ漫画を1作品発表している。
また、2008年からは小説家としても活動している。ブログではB'zが好きだと語っている。趣味は犬と遊ぶことである。

## 作品リスト

### 連載
- ご不要品買い取ります〜リサイクルショップ・ラブソル〜（『ちゃおコミ』2021年11月2日[2] - 連載中）

### 読み切り
- ラバーズ☆インザミラー（『ちゃおDX』2003年夏号）
- アロマティック♥LOVE（『ちゃおDX』2003年秋号）
- ラブ☆クラッシャー（『ちゃおDX2004年春号）
- 言えない☆アフタースクール（『ちゃおDX』2004年初夏号）
- ワンダー☆マジック（『ちゃおDX』2005年冬号）
- ミラクル☆ボイス（『ちゃおDX』2005年初夏号）
- 未来ダイアリー（『ちゃおDX』2005年夏号） - ちゃおホラーコミックス『学校であった怖い話』（共著）に収録。
- パパ⇔カレ（『ちゃおDX』2006年冬号） - ちゃおコミックス『らぶらぶ・ちぇんじ!』（共著）に収録。
- コミカル☆コネクション（『ちゃおDX』2006年初夏号）
- 奇妙な同窓会（『ちゃおDX』2006年夏号）
- ニットの王子様（『ちゃおDX』2007年春待ち号）
- ドキッ★うらない注意報!（『ちゃおDX』2007年初夏号）
- 禁じられた井戸（『ちゃおDX』2007年夏号）
- すいーとキッチン☆バトル（『ちゃおDX』2007年秋号）
- いんぐりっしゅ☆同盟（『ちゃおDX』2008年春号）
- 初恋◆タロット（『ちゃおDX』2008年冬号）
- ナイショのレシピ☆（『ちゃおDX』2009年春号）
- 見つめてほしい（『ちゃおデラックスホラー』2018年9月号増刊）

### 書籍

#### 漫画
- 『栖川マキの恐怖学校伝説』小学館〈ちゃおコミックス〉、2011年[3] - 、既刊4巻（2021年10月26日現在）

#### 小説作品
いずれもちゃおノベルズ（小学館）から刊行されている。
- ココロあみーご ウチらのキズナ
- ココロあみーご きみとのさんぽ道〜犬とわたしのキズナ〜
- まんがみたいな恋したいっ!（八神千歳作の漫画の小説版）

## アシスタント
- 葵みちる - 相互にアシスタントをしている。